# U-649
U-649 — средняя немецкая подводная лодка типа VIIC времён Второй мировой войны.

## История
Заказ на постройку субмарины был отдан 10 апреля 1941 года. Лодка была заложена 12 января 1942 года на верфи Blohm & Voss в Гамбурге под строительным номером 149, спущена на воду 30 сентября 1942 года. Лодка вошла в строй 19 ноября 1942 года под командованием обер-лейтенанта цур зее Раймунда Тислера.

### Флотилии
- 19 ноября 1942 года — 24 февраля 1943 года — 5-я флотилия (учебная)

### История службы
Лодка не совершала боевых походов. 9 февраля 1943 года в результате аварии в Данцигской бухте утонул матрос-ефрейтор Эрих Альтман. Затонула 24 февраля 1943 года в 5:00, к северу от города Леба, в районе с координатами 55°15′ с. ш. 17°15′ в. д. (квадрат 9418), столкнувшись во время учебного плавания с подводной лодкой U-232. 35 погибших, 11 выживших (в том числе капитан Тислер).

## Список погибших
- мат Вальтер Бартель
- матрос-ефрейтор Хайнц-Густав Бёттхер
- обер-машинист Хайнрих-Пауль Брёккер
- матрос-ефрейтор Рудольф Брюгге
- матрос-ефрейтор Альвин Геллер
- матрос-ефрейтор Отто Гёре
- обер-машинист Вернер Зоммер
- матрос-ефрейтор Клаус Зоммер
- матрос-ефрейтор Фридрих Йордан
- матрос-ефрейтор Герман Кезенхаймер
- мат Роберт Кёртинг
- морской инженер Вильхельм Корнель
- матрос-ефрейтор Густав Куль
- матрос-обер-ефрейтор Вернер Кульбарш
- матрос-обер-ефрейтор Йозеф Куртен
- матрос-ефрейтор Хорст Лёффлер
- матрос-ефрейтор Карл Низенхаус
- обер-мат Вильгельм Нойхаус
- мат Герхард Пиккерт
- мат Гельмут Питрас
- матрос-ефрейтор Фридрих Питцаль
- обер-мат Фриц Ранахер
- мат Фридрих Рёслер
- матрос-ефрейтор Герхард Туккве
- матрос-ефрейтор Рудольф-Альбрехт Фюг
- матрос Рихард Хене
- матрос-ефрейтор Герман Хертель
- мат Фриц Хилльман
- матрос-ефрейтор Хайнц Шнайдер
- вахтенный офицер лейтенант цур зее Эрнст Шрёдер-Рихтер
- матрос-ефрейтор Аугуст Штайн
- матрос-ефрейтор Бернгард Штерк
- матрос-ефрейтор Герхардт Эртель
- матрос-ефрейтор Герман Якке
- матрос-ефрейтор Георг Якоб